# Ещин, Евсей Маркович
Евсей Маркович (Мордухович) Ещин (псевдоним Е. Марков; 1865—1936) — российский политический деятель и журналист, юрист, адвокат. Отец дальневосточного поэта-эмигранта Л. Е. Ещина.

## Биография
Родился 2 (14) декабря 1865 года в Речице Минской губернии, в еврейской семье; отец — акцизный надсмотрщик, мать происходила из купеческой семьи.
Учился в местном уездном училище, затем в Черниговской гимназии (не окончил). Работал в театре суфлёром, помощником режиссёра, заведующим репертуарной частью. Автор пьесы «Наслаждение жизнью», поставленной в летнем театре Чернигова (1884).
В 1885—1887 годах учился на юридическом факультете Московского университета, но был исключён за участие в студенческих волнениях. Сослан в Ростов-на-Дону, под негласным надзором полиции до 1890 года, затем вновь принят в Московский университет, который окончил и с 1895 года стал заниматься адвокатской практикой: работал присяжным поверенным в Нижнем Новгороде.
Печатался в «Черниговских губернских ведомостях», сотрудничал в московской газете «Русские ведомости». В 1894 году на время ярмарки был приглашён из «Русских ведомостей» в Нижний Новгород в газету «Нижегородский листок». В 1895 году редактировал «Самарскую газету». С 1896 года вновь — в «Нижегородском листке», издателем которого он был в 1906—1917 годах. Был редактором «Новостей дня», «Московской иллюстративной газеты».

В редакции «Нижегородского листка» 3 сентября 1899 года. Перед столом — А. Н. Шмит. За столом (слева направо) — И. В. Ермаков, Н. А. Скворцов, Ф. П. Хитровский, С. Д. Протопопов, И. С. Гриневский (стоит), Е. М. Ещин (издатель), С. А. Духовской, А. М. Горький (стоит), Е. Д. Скворцова, А. Д. Гриневицкая

Активно участвовал в работе городского отделения Конституционно-демократической партии, за что на два года был отправлен в Архангельский край в ссылку. С 1905 года — член нижегородского комитета Конституционно-демократической партии, с 1916 года — член её ЦК. Делегат Всероссийского демократического совещания (14—22 сентября 1917, Петроград). В 1917 году избран гласным Нижегородской городской Думы.
Сын — военный инженер 2-го ранга Михаил Евсеевич Ещин, погиб на фронте в 1941 году. Брат — журналист и переводчик Александр Мордухович (Маркович) Ещин (1855—?), отец поэта и переводчика Владимира Ещина (1892—1944).

## Избранное
- Из-за любви (повесть), 1888
- Русские судебные ораторы в известных уголовных процессах (М., 1895)